# 圣玛丽亚-德拉阿拉梅达
圣玛丽亚德拉阿拉梅达，是西班牙马德里自治区的一个市镇，距离马德里65公里。总面积74平方公里，总人口1214人（2013年），人口密度16.32人/平方公里。